# Superfície de velocitat relativa nul·la
En el problema dels n cossos d'astrodinàmica, una zona de velocitat relativa nul·la representa una superfície que un cos amb una energia determinada not pot creuar, ja que hauria de tenir velocitat nul·la en la superfície.
El concepte fou introduït per George William Hill.

## Problema dels tres cossos

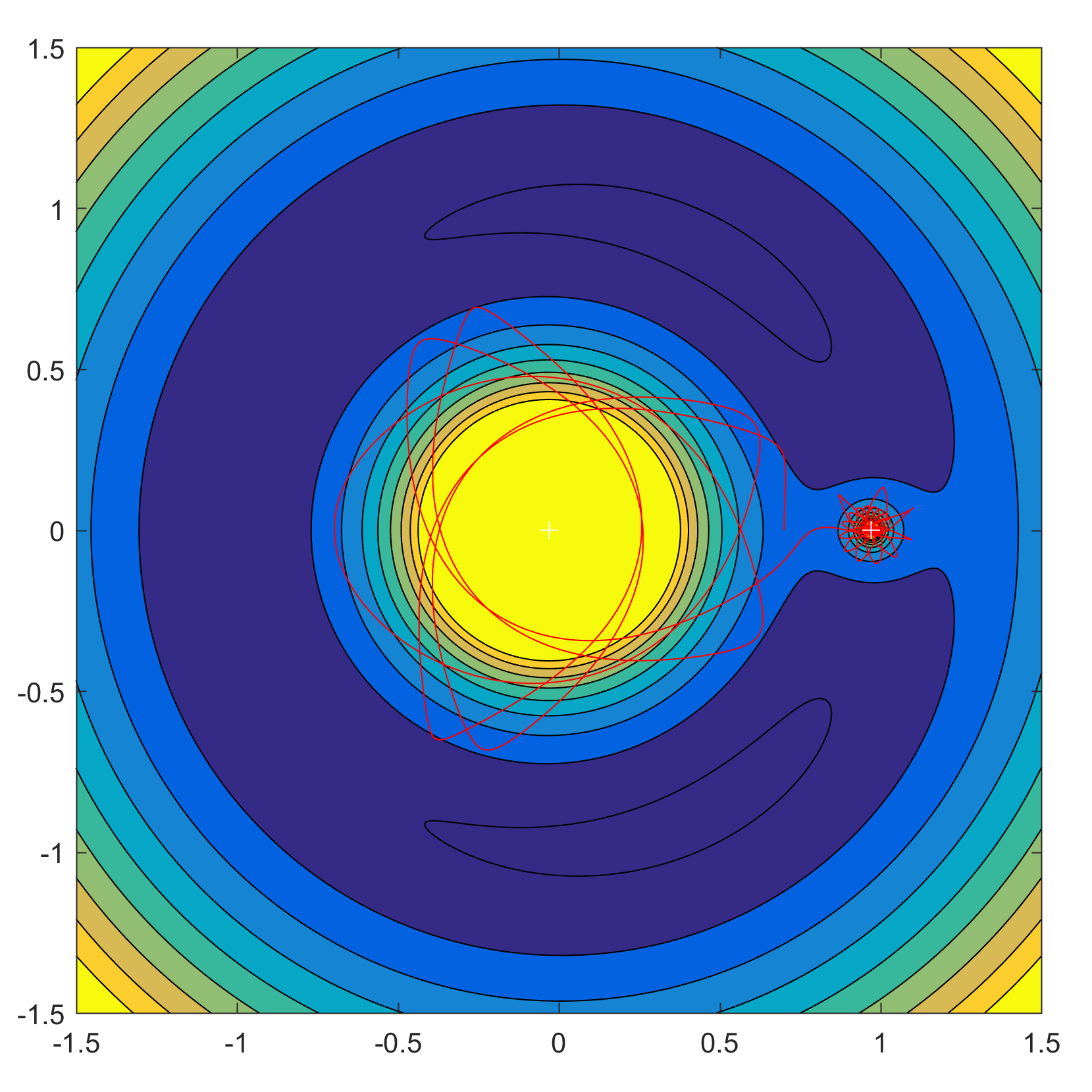
Una trajectòria (en vermell) en el problema dels tres cossos restringit pla que orbita al voltant d'un cos massiu major varis cops fins que escapa a una òrbita al voltant d'un objecte menys massiu. Els contorns representen valors de la integral de Jacobi. La zona blau fosc és una regió exclosa de la trajectòria (una zona inassolible) que es troba delimitada per una superficie de velocitat relativa nul·la que no pot ser travessada.

En el problema dels tres cossos restringit dos objectes massius pesats orbiten entre si a una distància radial i velocitat angular constants, i una partícula de massa negligible és afectada per les seves forces de gravetat. Al traslladar el problema a un sistema de referència en rotació on les masses són estacionàries, s'introdueix en el problema una fora centrífuga. En aquest sistema de coordenades, l'energia i la quantitat de moviment no es conserven separadament, però la integral de Jacobi es manté constant:
{\displaystyle C=\omega ^{2}(x^{2}+y^{2})+2\left({\frac {\mu _{1}}{r_{1}}}+{\frac {\mu _{2}}{r_{2}}}\right)-\left({\dot {x}}^{2}+{\dot {y}}^{2}+{\dot {z}}^{2}\right)}
on {\displaystyle \omega } és la velocitat angular, {\displaystyle x,y} és la posició de la partícula en el sistema de referència en rotació, {\displaystyle r_{1},r_{2}} són les distàncies als dos objectes massius, i {\displaystyle \mu _{1},\mu _{2}} són els paràmetres gravitacionals.
Per a un valor de {\displaystyle C} determinat, els punts que es troben en la superfície definida per
{\displaystyle C=\omega ^{2}(x^{2}+y^{2})+2\left({\frac {\mu _{1}}{r_{1}}}+{\frac {\mu _{2}}{r_{2}}}\right)}
és necessari que {\displaystyle {\dot {x}}^{2}+{\dot {y}}^{2}+{\dot {z}}^{2}=0}. És a dir, la partícula no serà capaç de creuar aquesta superfície, ja que si una de les tres components té valor no nul, el quadrat d'una altra component hauria de ser negativa. Es tracta d'una superfície de velocitat relativa nul·la del problema.
La velocitat és nul·la en el sistema de referència en rotació, però en el sistema de referència inercial (de no rotació), la partícula tindrà un moviment de rotació juntament amb els dos cossos massius.
La superfície delimita les regions de l'espai inaccessibles i accessibles. Les regions accessibles també solen anomenar-se regions de Hill.